# Lützerode (Adelsgeschlecht)

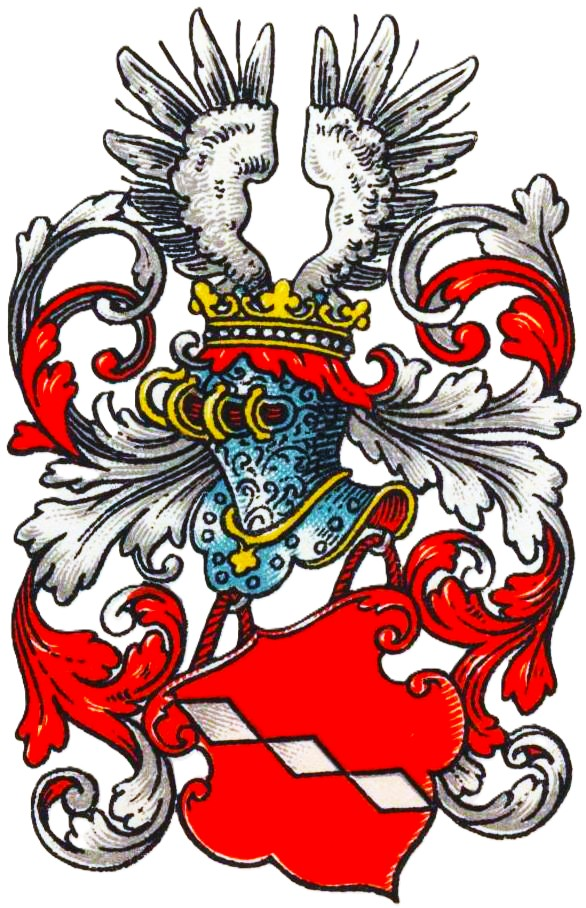
Wappen derer von Lützerode im Wappenbuch des Westfälischen Adels

Lützerode (auch Lützenrod, Lützenrath o. ä.) ist der Name eines erloschenen rheinländisch-westfälischen Adelsgeschlechts.

## Geschichte
Das Geschlecht stammt wie die von Betzdorf von dem rheinländischen Geschlecht von Gevertshagen (Gebhardshain) ab. Die Familie besaß Cleverhof/Clyff (urkundlich 1500–1766), Haus Vorst (Frechen) (1528–1680), Burg Hardenberg (Velbert) (1496–1525), Haus Klarenbeck (1528–1680), Burg Kühlseggen (1766), Haus Mehrum (1625), Roth (Mülheim) (1640–1766), Weilerswist (Lechenich) (1676–1772) und Wensburg (1765–1818). Auch in Sachsen war die Familie begütert.
Laut Anton Fahne kaufte Bertram von Gevertzhagen genannt Lütgenroide, Marschall von Berg, 1496 die Herrschaft Hardenberg. Derselbe war auch Schultheiß zu Hattingen, trug dort den Cleverhof vom Abt der Abtei Deutz zu Lehen und besiegelte die jülich-klevische Union. Als sein Sohn Wilhelm ohne Kinder verstarb, fiel Hardenberg an die Cognaten und Cleverhof an die Agnaten von Lützerode. 1520 heiratete Judith von Lützerode, Tochter des bereits verstorbenen Albert von Lützenrode und der Schwana von Nesselrode, Adrian Sobbe von Elberfeld.
Fahne und Ernst Heinrich Kneschke bringen folgende Stammfolge (ergänzt um jüngere Nachrichten):
- Johann von Lutzenroede ⚭ Ottilia von Breidbach
  - Wilhelmina von Lützerode ⚭ Georg von Schöneck
  - Bertram IV. von Lützerode (Gevertshagen), (-1589), 1537/8 Amtmann zu Burg Blankenberg, ⚭ Barbara Scheiffart von Merode
    - Margaretha von Lützerode ⚭ Wilhelm Quad von Isengarten
    - Wilhelm von Lützerode, Amtmann zu Blankenberg, war 1564 auf dem Wahltag des Kaisers Maximilian II. zu Frankfurt, ⚭ Lutwina von Neuhoff genannt Ley
      - Bertram V. von Lützerode, Herr zu Clyff, klevischer Hofmeister, Landdrost zu Dinslaken, kurbrandenburgischer Rat, ⚭ Ursula von Marnix zu Toulouse
        - Amalia Elisabeth von Lützerode, Erbin, ⚭ Wilhelm Kerzgin zu Gerartzhoven
        - Anna Magdalena von Lützerode, Erbin zu Toulouse, ⚭ 1630 Johann Wilhelm von Hasselt zu Hasselrath
        - Johanna von Lützerode ⚭ 1625 Conrad von Strünkede

      - Johann Franz von Lützerode ⚭ I. Margaretha von Auel genannt Meuchen, ⚭ II. 1634 Anna von Lüdingshausen genannt Wolff
        - aus I.: Maria von Lützerode ⚭ Carl Albert von Adelsheim
        - Lucretia von Lützerode ⚭ Johann Werner Roist von Wers
        - Johann Wilhelm von Lützerode zu Clyff, Amtmann zu Blankenberg, ⚭ Catharina Magdalena von Landschaden, wiederverheiratet an Arnold von Elberfeld
        - aus II.: Bertram von Lützerode zu Clyff und Roth, Amtmann zu Miselohe und Windeck, ⚭ Anna Maria von Rottkirchen zu Isenburg, 1645 Witwe
          - Johann Friedrich von Lützerode zu Clyff, Rott und Weilerswist ⚭ Agnes Margaretha Bertoldine von Belnen, Tochter von Simon von Belnen zu Ruiff und Erp
            - Franz Ernst von Lützerode zu Clyff, Rott und Weilerswist ⚭ Margaretha Anna Philippina von Sickingen, Tochter von Franz Friedrich von Sickingen
              - Franz Friedrich Freiherr von Lützerode († 1766) zu Clyff, Rott, Weilerswist und Kulseck, kurkölnischer Kämmerer, aufgeschworen 1739, ⚭ Eva Franzisca von Bourscheid († 1757) zu Büllesheim, Tochter von Philipp Anton Damian von Bourscheid
                - Eva Henriette Ernestine von Lützerode, Stiftsdame zu Vilich, aufgeschworen 1749
                - Lothar Friedrich Adam Maria Joseph Freiherr von Lützerode zu Rath, aufgeschworen 1768
                  - Friedrich Franz Freiherr von Lützerode († 1801), kurpfälzischer Kämmerer und Leutnant der Leibgarde zu Pferd, ⚭ 1772 Maria Anna Gräfin von Baumgarten-Frauenstein, Hofdame zu Mannheim
                    - Karl August von Lützenrode (1794–1864), Generalmajor und sächsischer Gesandter in Russland, ⚭ 1816 Laura Josephine Schimmelmann (1798–1857)
                      - Friederike Auguste Amalie Freiin von Lützerode (1817–1907) ⚭ Anton August Freiherr von Gablenz (1810–1878)
                      - Adelaide Caroline von Lützerode (1823–1890) ⚭ Ernst Graf Schimmelmann (1830–1895)
                      - Ernst Lothar Carl August Freiherr von Lützerode (1824–1862), Leutnant im königlich-sächsischen 1. Reiterregiment und Rittmeister
                      - Olga von Lützerode (1836–1917), Stifterin, Gründerin und Leiterin des Clementinenhauses, eines Krankenhauses in Hannover

                  - Johann Henrich Freiherr von Lützerode, Deutsch-Orden-Komtur

  - Anna von Lützerode ⚭ Johann von Mudersbach
  - N. von Lützenrode ⚭ N. von Zweiffel

Außerdem folgende Stammfolge:
- Johann von Lützerode zu Forst und Klarenbeck, belehnt 1528 vom Kölner Erzbischof Hermann V. von Wied, ⚭ Margaretha von Gymnich, Tochter von Adolf von Gymnich
  - Johann von Lützerode, belehnt 1580, Amtmann zu Windeck, ⚭ Judith von Selbach, Tochter von N. und Johanna von Hatzfeld
    - Reinard von Lützerode ⚭ Margaretha von Rolshausen zu Bettgenbach
      - Johann Reiner von Lützerode, aufgeschworen 1653, ⚭ Maria Adolfa von der Recke zu Brüggen
        - Odilia Margaretha von Lützerode, Erbin zu Clarenbeck und Forst, ⚭ 1680 Franz Diederich von Brabeck zu Vogelsang

      - Johanna Maria von Lützerode ⚭ Marsil von Geldern zu Arzen

    - Catharina von Lützerode ⚭ Franz Diederich von Bottlenberg genannt Schirp zu Lüntenbeck

  - Maria von Lützerode ⚭ Johann von Hochsteden zu Burg Noithausen

Am 17. Dezember 1652 wurden die Brüder Adolf von Lützerode, kurkölnischer Kämmerer, Christoph und Johann Franz von Lützerode, beide Deutschordensritter, Johann Reiner von Lützerode, Kanoniker zu Hildesheim, in den Freiherrenstand erhoben und erhielten eine Wappenbesserung verliehen.
Anfang des 19. Jahrhunderts kam die Familie nach Kursachsen und blühte später im Königreich Sachsen fort. Karl August Freiherr von Lützenrode (* 1794 zu Bonn) kam 1805 in das Kadettenhaus zu Dresden. Er wurde 1809 Leutnant, 1834 Oberst, kommandierte dann das 1. leichte Reiterregiment, war königlicher Generaladjutant, trat 1846 als Generalmajor aus dem aktiven Dienst aus und starb Anfang März 1864. Er wurde zu Ahrensburg in Holstein begraben. Ein Sohn desselben und dessen Ehefrau Laura Josephine Gräfin Schimmelmann (1798–1857), Ernst Lothar Carl August Freiherr von Lützerode (1824–1862), wurde Leutnant im königlich-sächsischen 1. Reiterregiment und später Rittmeister. Eine Tochter von Karl August von Lützerode und Laura von Schimmelmann, Olga von Lützerode (1836–1917), war Krankenpflegerin, Stifterin, Gründerin und Leiterin des Clementinenhauses, eines Krankenhauses in Hannover. Weitere Töchter der Eheleute waren Friederike Auguste Amalie Freiin von Lützerode (1817–1907), verheiratet mit Anton August Freiherr von Gablenz (1810–1878), und Adelaide Caroline von Lützerode (1823–1890), verheiratet mit Ernst Graf Schimmelmann (1830–1895).
Max von Spießen berichtet fälschlicherweise, dass das Geschlecht im Mannesstamm mit dem Tod von Carl August Ernst Lothar Freiherr von Lützerode am 28. Oktober 1862 erlosch. Tatsächlich überlebte ihn sein Vater um fast eineinhalb Jahre.

## Persönlichkeiten
- Bertram von Lutzenrode (Gevertshagen) (15. Jh.), Stallmeister der Herzöge von Jülich, Besitzer der Herrschaft Hardenberg
- Matthias von Lutzerath († 1542), Abt in der Reichsabtei Echternach
- Bertram IV. von Lützerode (Gevertshagen), (–1589), 1537 Amtmann zu Burg Blankenberg
- Johann von Lützerode, Amtmann auf Burg Windeck 1561 bis 1586
- Karl August von Lützerode (1794–1864), Generalmajor, sächsischer Gesandter nach Russland 1834–1838
- Olga von Lützerode (1836–1917), Krankenpflegerin, Stifterin, Gründerin und Leiterin des Clementinenhauses, eines Krankenhauses in Hannover

## Wappen
Blasonierung: In Rot drei silberne schrägrechts (auch Schräglinks) gestellte aneinanderhängende Rauten. Auf dem gekrönten Helm mit rot-silbernen Helmdecken ein offener silberner Flug.
Teilweise werden die Rauten auch von Lilien begleitet.
Die verwandten Herren von Betzdorf führten ein identisches Wappen:

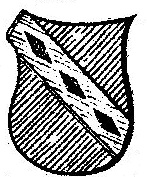
Wappen derer von Betzdorf

Die drei Rauten finden sich heute in einer Reihe von Ortswappen im Umfeld von Gebhardshain:

Wappen von Gebhardshain
Wappen von Elben (Westerwald)
Wappen von Elkenroth
Wappen von Dickendorf
Wappen von Fensdorf
Wappen von Molzhain
Wappen von Kausen